# ATP Buenos Aires 2005
L'ATP di Buenos Aires 2005 è stato un torneo di tennis giocato sulla terra rossa.
È stata la 66ª edizione dell'ATP di Buenos Aires, che fa parte della categoria International Series nell'ambito dell'ATP Tour 2005.
Si è giocato nel Buenos Aires Lawn Tennis Club di Buenos Aires in Argentina, dal 7 al 14 febbraio 2005.

## Campioni

### Singolare
Gastón Gaudio ha battuto in finale  Mariano Puerta con il punteggio di 6–4, 6–4

### Doppio
František Čermák /  Leoš Friedl hanno battuto in finale  José Acasuso /  Sebastián Prieto con il punteggio di 6–2, 7–5